# James Newman (astronauta)
James Hansen Newman (Micronesia, 16 ottobre 1956) è un ex astronauta e fisico statunitense. Ha partecipato alle missioni spaziali Shuttle STS-51, STS-69, STS-88 e STS-109 come specialista di missione.